# ترزا ساپونانجلو
ترزا ساپونانجلو (ایتالیایی: Teresa Saponangelo؛ زادهٔ ۱۹۷۳ میلادی) بازیگر اهل ایتالیا است.
از فیلم‌ها یا برنامه‌های تلویزیونی که وی در آن نقش داشته‌است، می‌توان به لوئیزا سانفلیچه، سیاه و سفید و مارماهی اشاره کرد.